# 20.ª reunião de cúpula do G20
A 20.ª reunião de cúpula do G20, também referida como G20 Joanesburgo 2025 (em inglês: 2025 G20 Johannesburg Summit) está prevista para ocorrer entre 23 e 25 de novembro de 2025 como a vigésima reunião de cúpula entre chefes de Estado e de governo do G20, grupo formado pelas vinte maiores economias do mundo contemporâneo. A reunião de cúpula será sediada na cidade de Joanesburgo, capital da província sul-africana de Gauteng, sendo a primeira ocasião em que o evento decorre no continente africano desde a realização da primeira reunião de cúpula do grupo em 2008.

## Antecedentes

### Presidência
A África do Sul assumiu a presidência rotativa do G20 para o mandato que se estende de 1 de dezembro de 2024 a 20 de novembro de 2025, cinco anos antes do prazo de expiração da Agenda 2030 das Nações Unidas. A África do Sul, atualmente presidida pelo líder sindical Cyril Ramaphosa, possui um longo histórico de defesa pelo estabelecimento de canais de diálogo mais inclusivo e equitativo entre os países-membros da organização. O portal oficial da cimeira afirma que a presidência sul-africana se dá durante um período de profunda "instabilidade geopolítica", referente provavelmente à Guerra Israel-Hamas e a Guerra Russo-Ucraniana e a guerra tarifária entre Estados Unidos e China. Segundo a própria organização, a África do Sul pretende "construir parcerias em todos os setores da sociedade" com base no "espírito de Ubuntu".

### Tema
A África do Sul lançou como tema oficial de sua presidência e consequentemente da reunião de cúpula o lema "Solidariedade, Igualdade, Sustentabilidade", reforçando suas metas de construção de alianças entre os países-membros e com outros organizações internacionais para avançar de forma mais efetiva a agenda do grupo. O tema também parece ecoar os objetivos traçados pelas últimas três reuniões do G20, que foram todas presididas por países que integram o Sul Global. O tema "Solidariedade" reflete a intenção em estabelecer metas de governança global baseadas nas necessidades da população comum, como acesso à educação, moradia, emprego e infraestrutura de saúde. Segundo porta-vozes do governo sul-africano, a promoção do tema "Igualdade" conduz o foco das negociações em curso antes e durante a cimeira para o estabelecimento de oportunidade e canais de diálogo mais equitativo e equilibrado entre os povos e países-membros "independentemente de seu nível econômico, gênero, raça ou localização geográfica". Esse tema reflete diretamente a intenção cada vez mais defendida pela maioria dos países do grupo (que pertence ao Sul Global) em estabelecer um relacionamento político, econômico e cultural igualitário com países no Hemisfério Norte.

## Líderes participantes

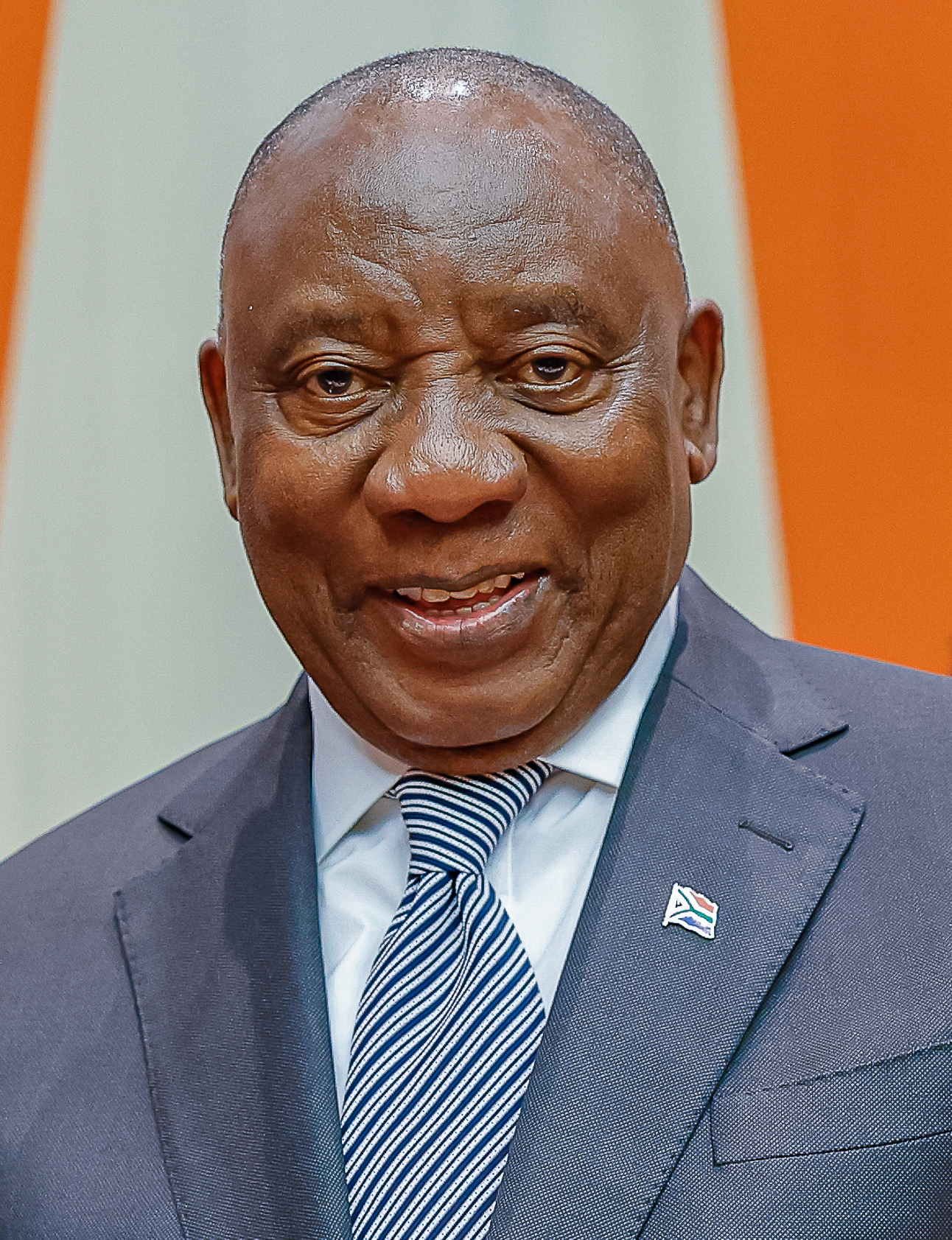
África do Sul Presidente Cyril Ramaphosa
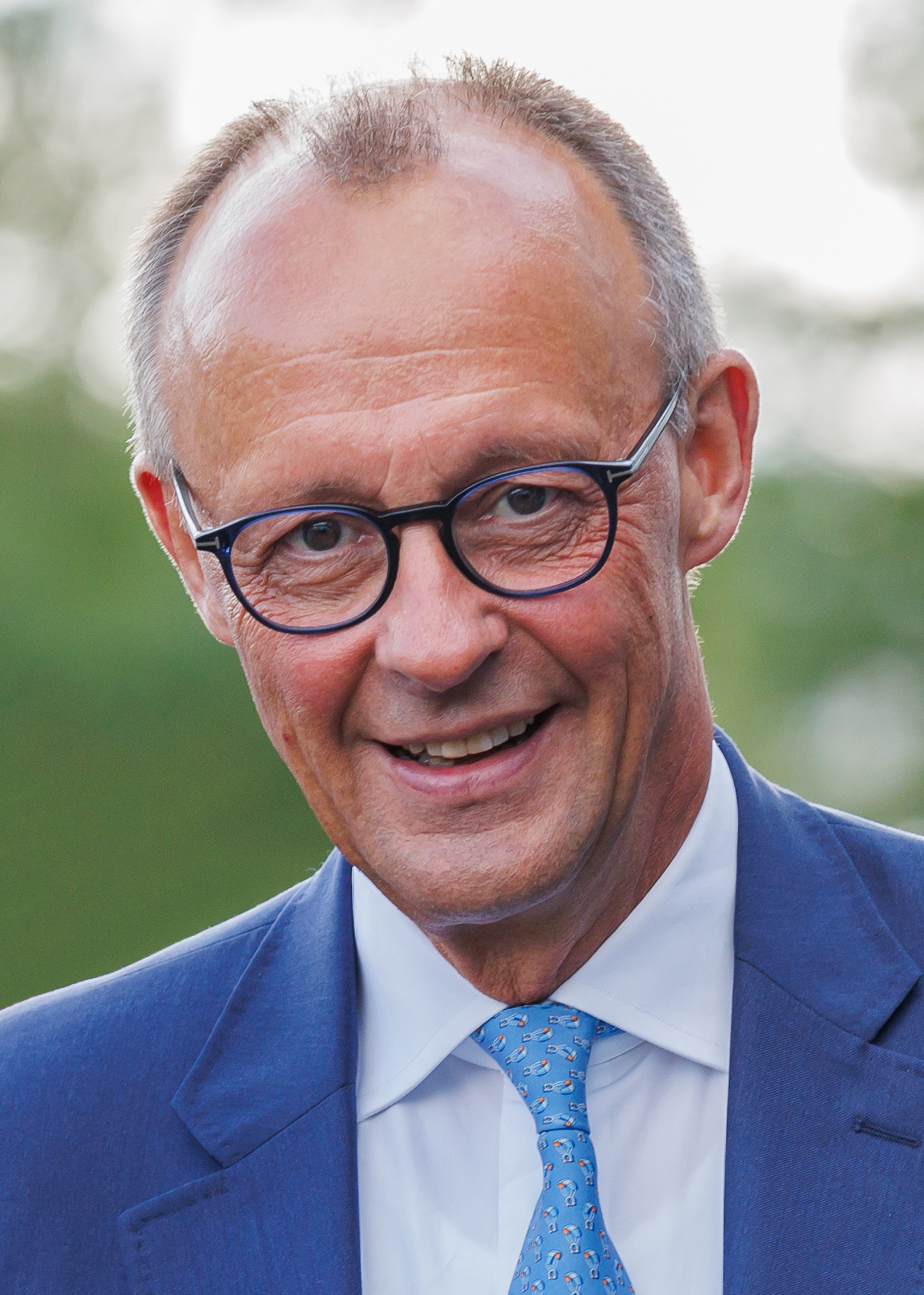
Alemanha Chanceler Friedrich Merz
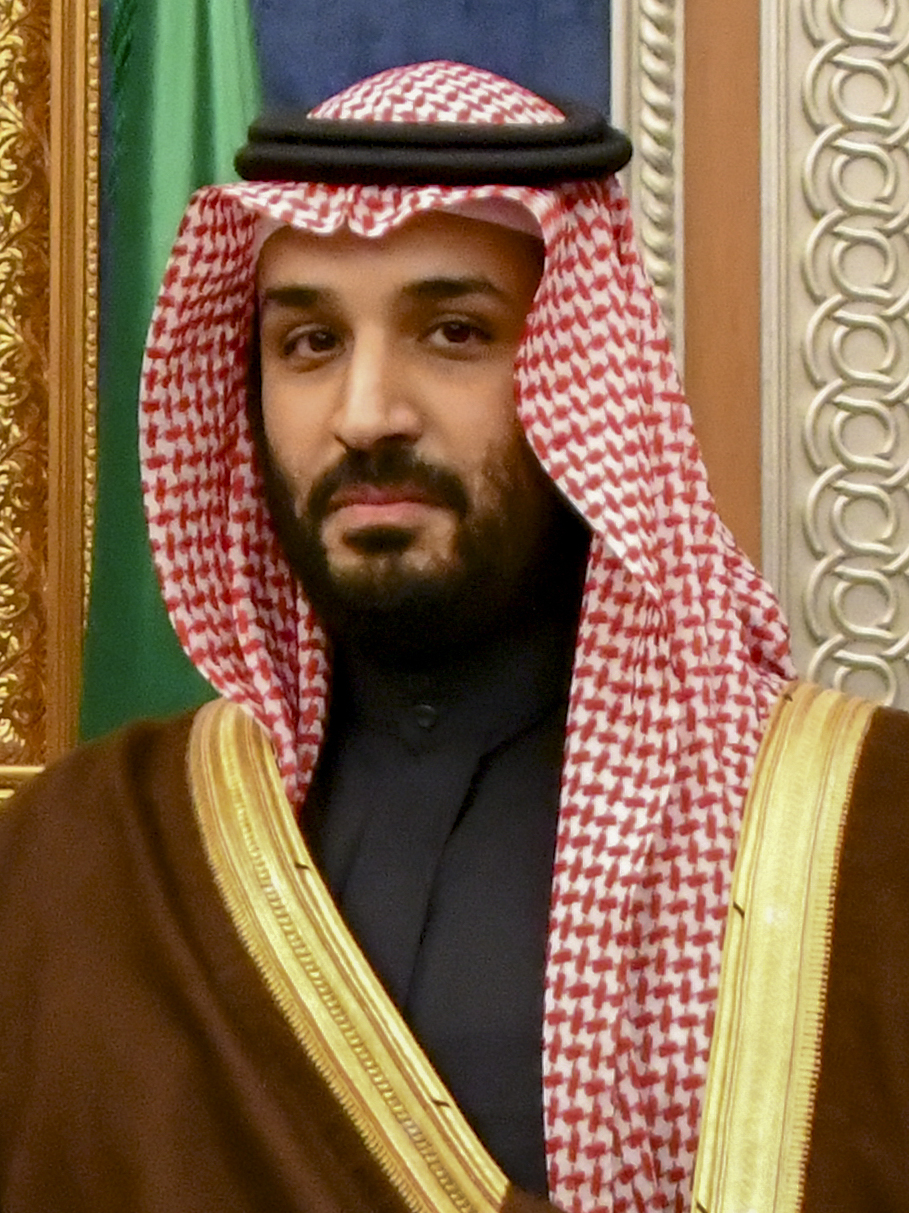
Arábia Saudita Primeiro-ministro Mohammed bin Salman
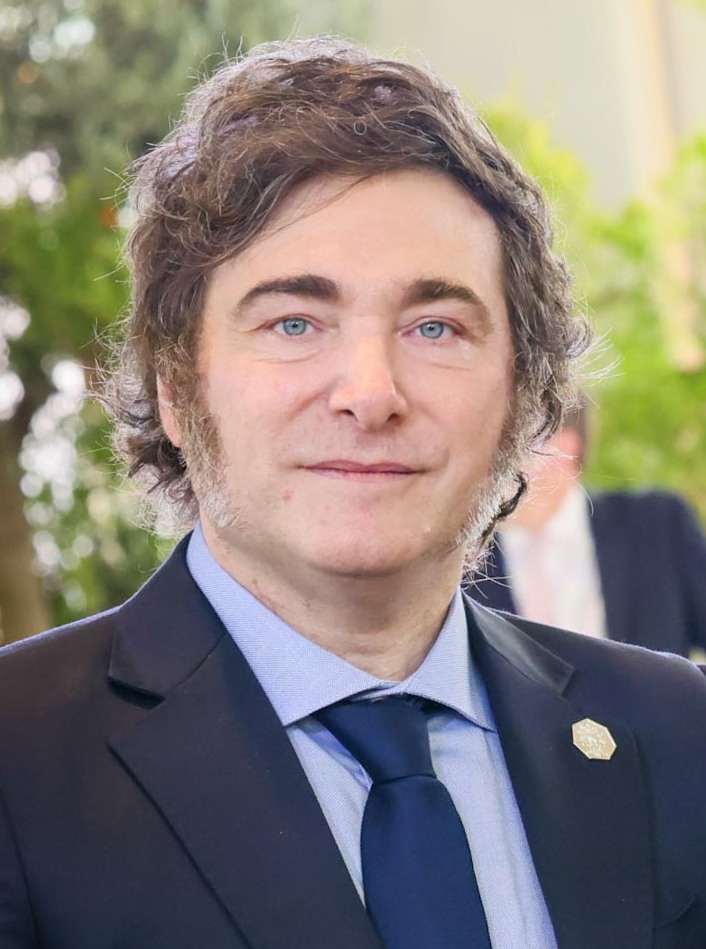
Argentina Presidente Javier Milei
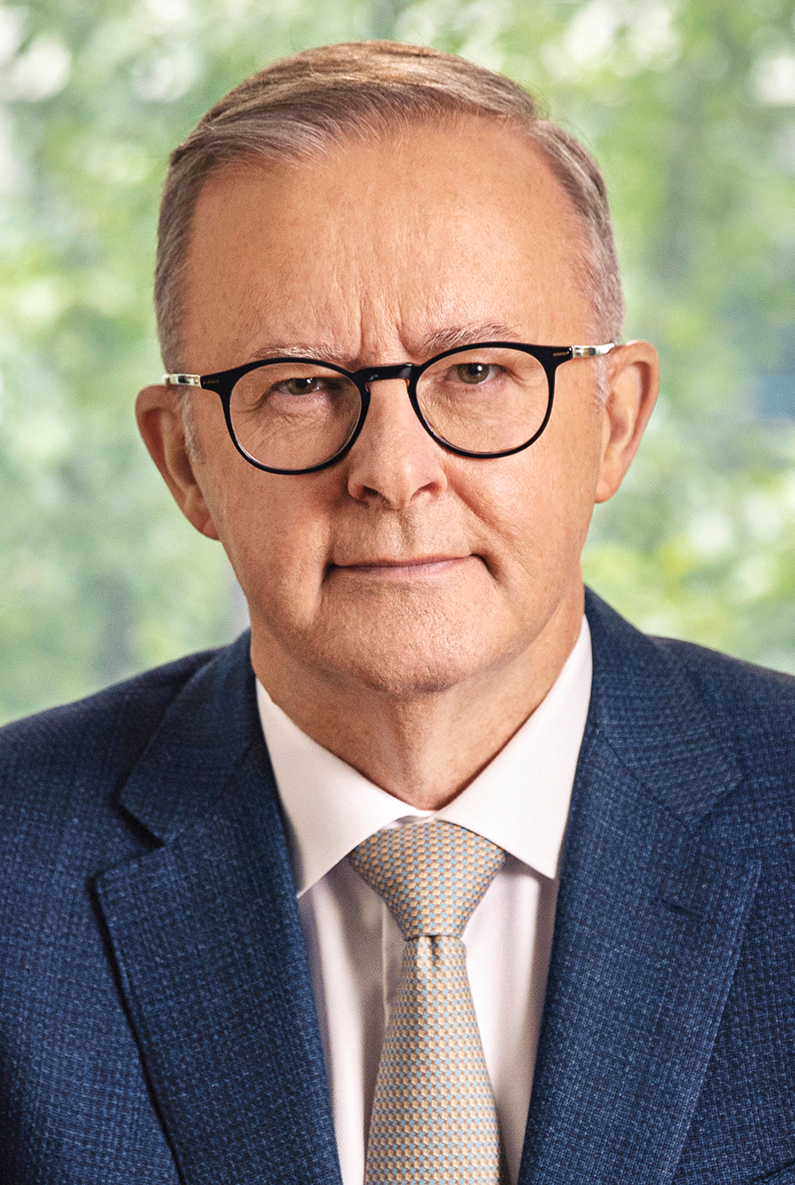
Austrália Primeiro-ministro Anthony Albanese
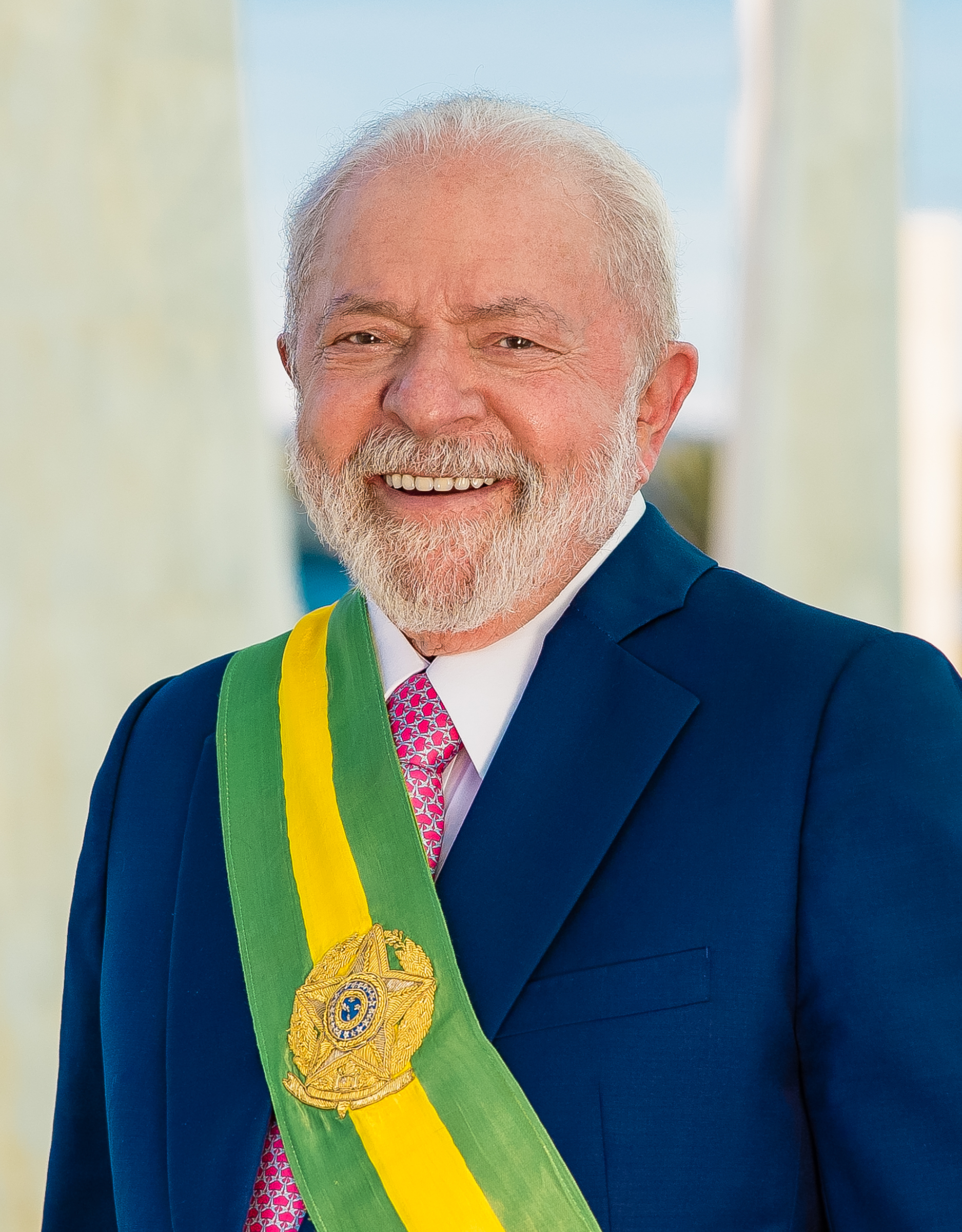
Brasil Presidente Lula da Silva
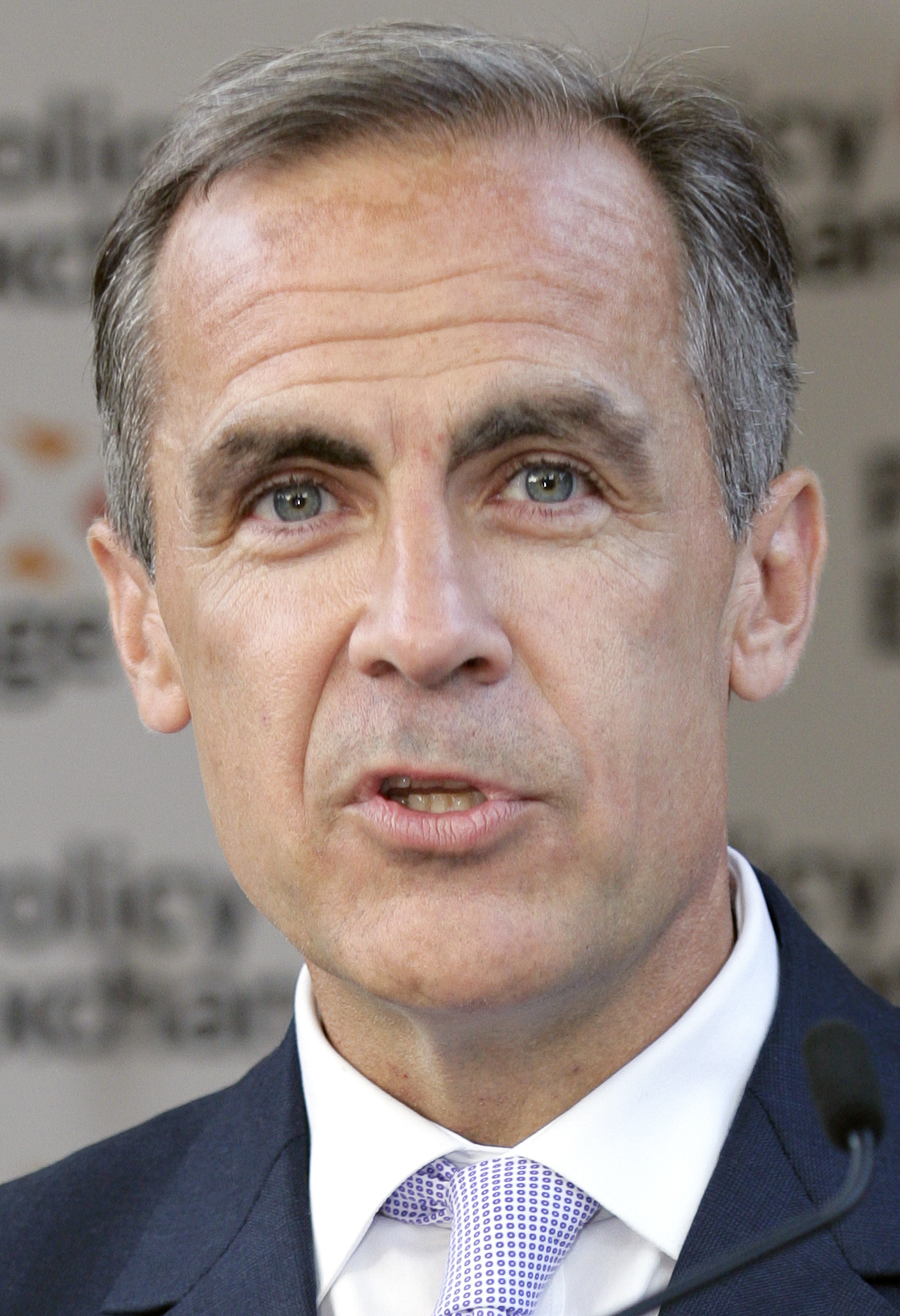
Canadá Primeiro-ministro Mark Carney
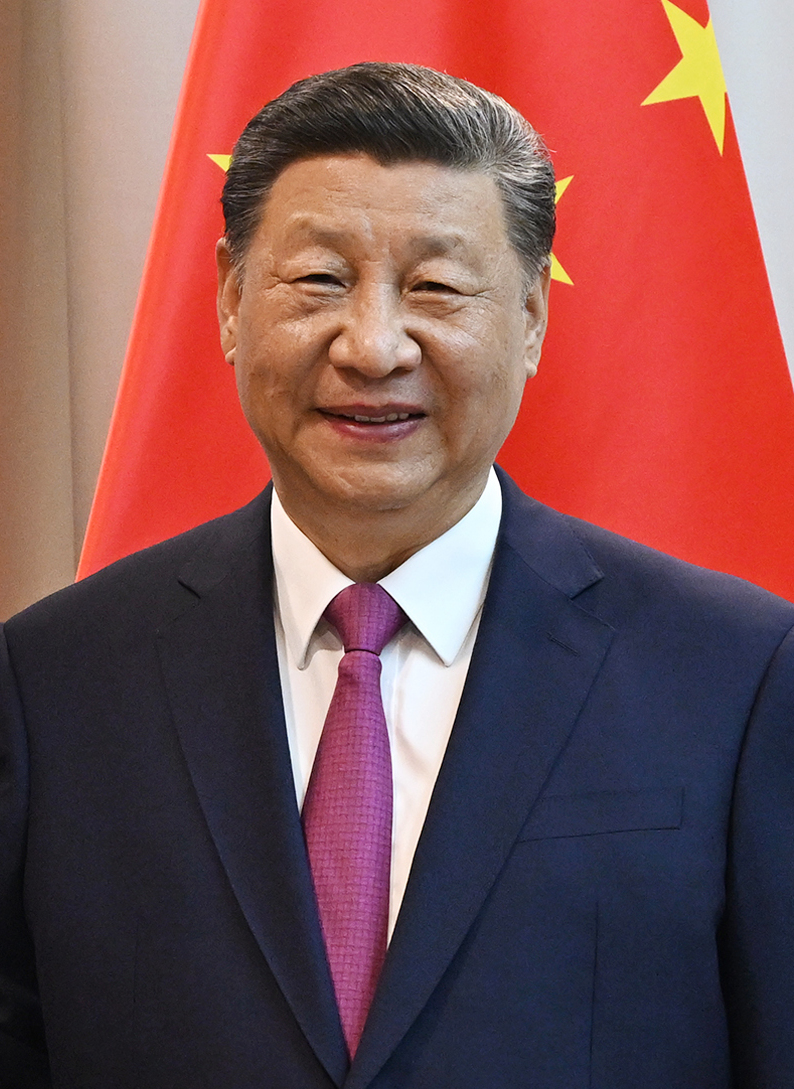
China Presidente Xi Jinping
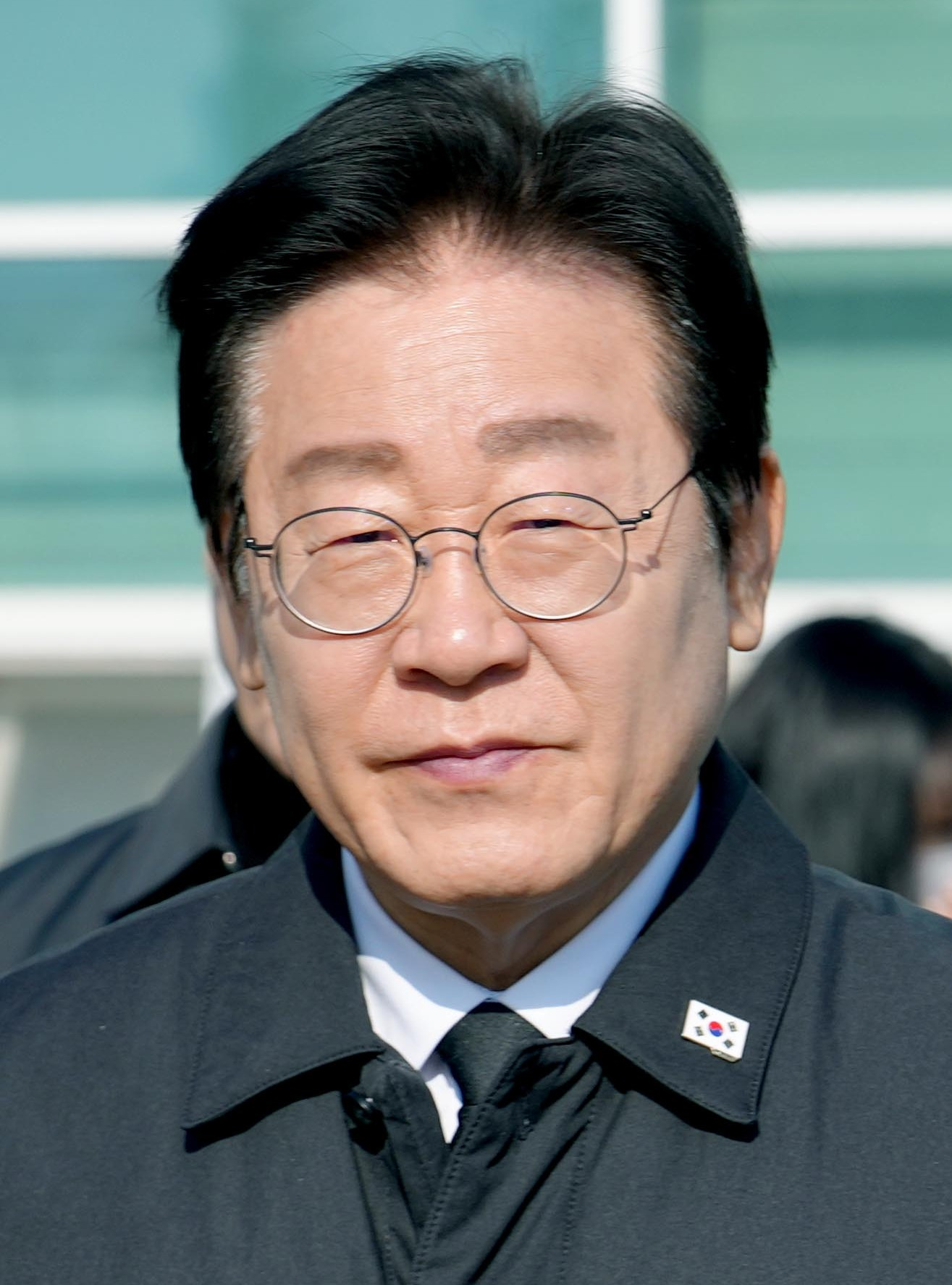
Coreia do Sul Presidente Lee Jae-myung
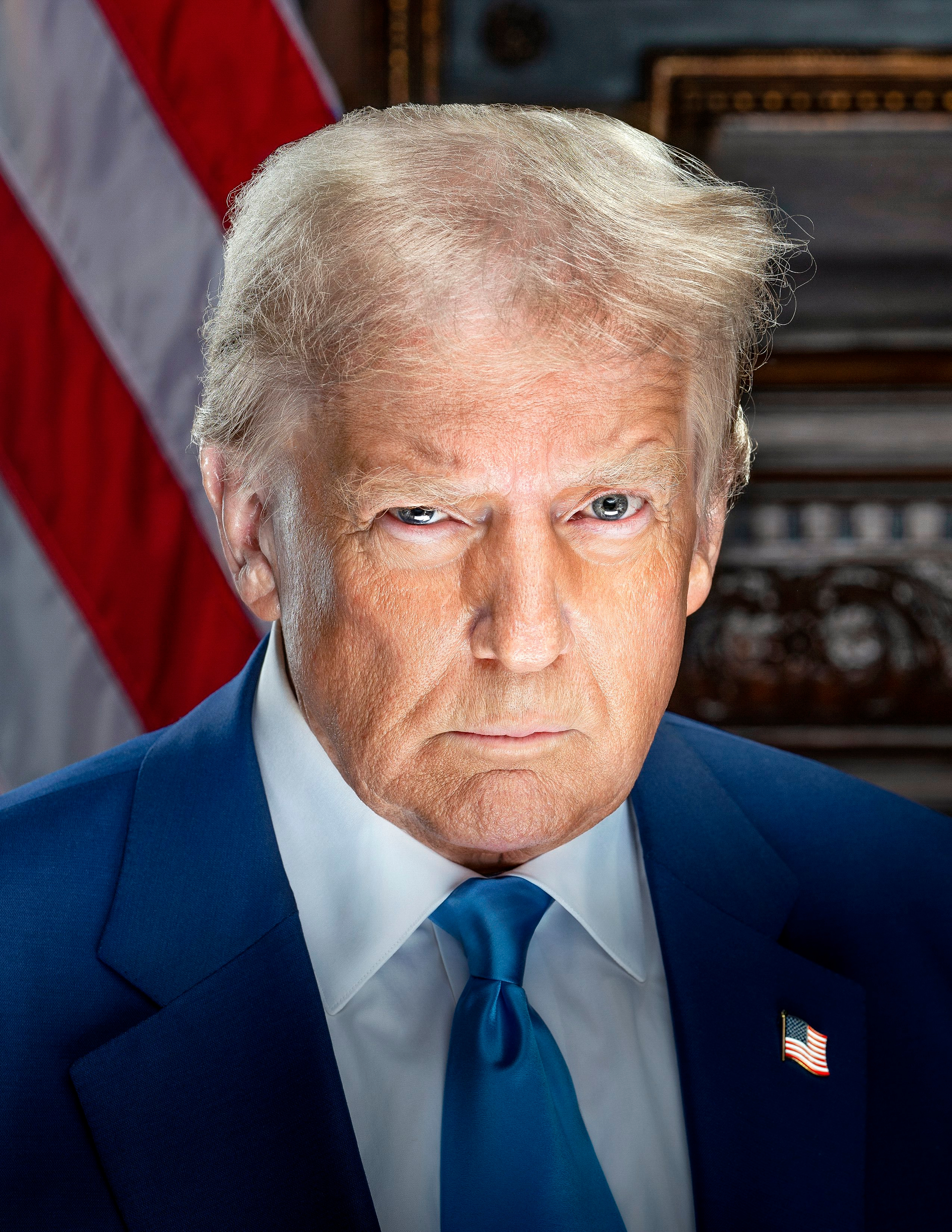
Estados Unidos Presidente Donald Trump
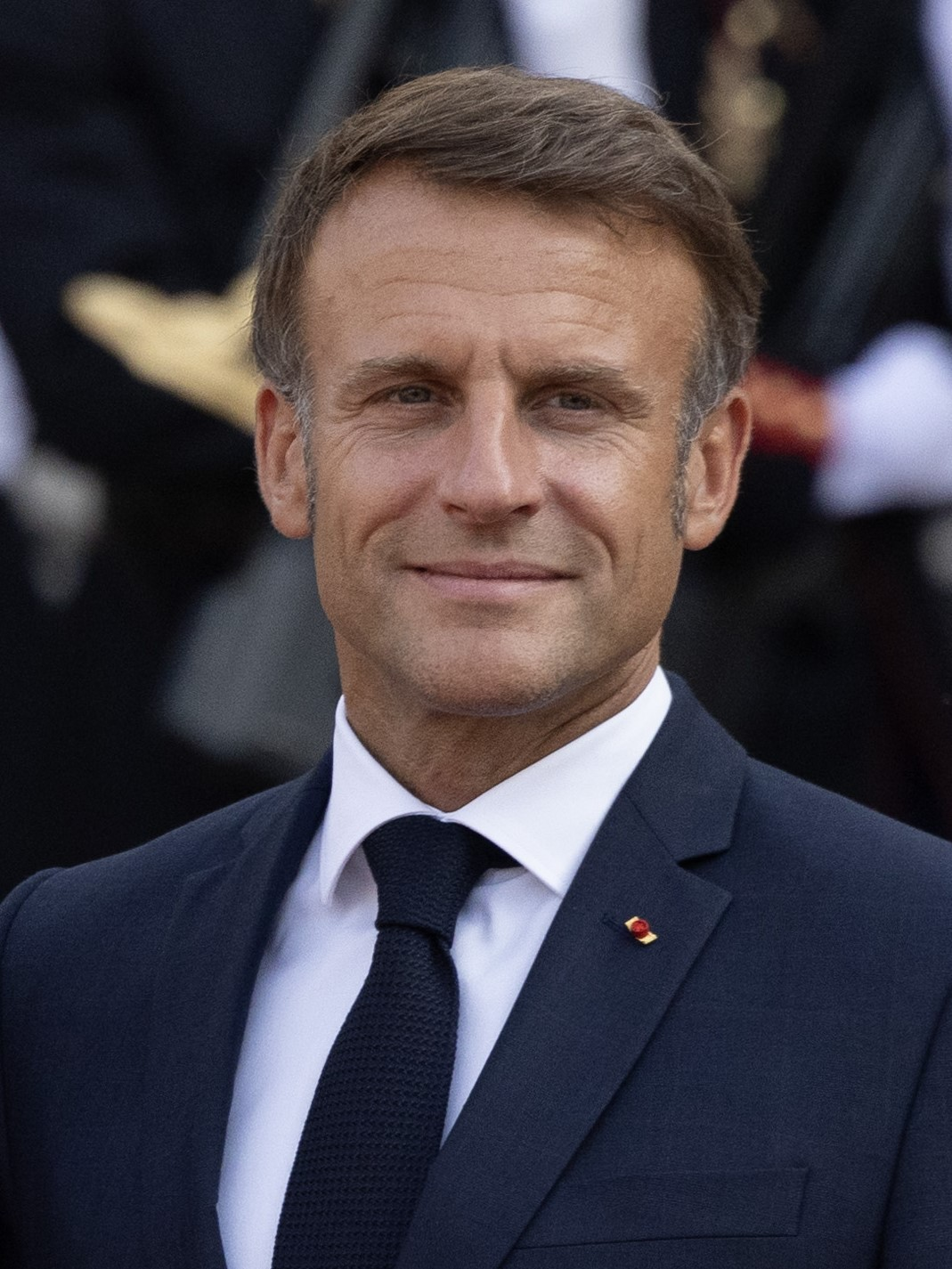
França Presidente Emmanuel Macron
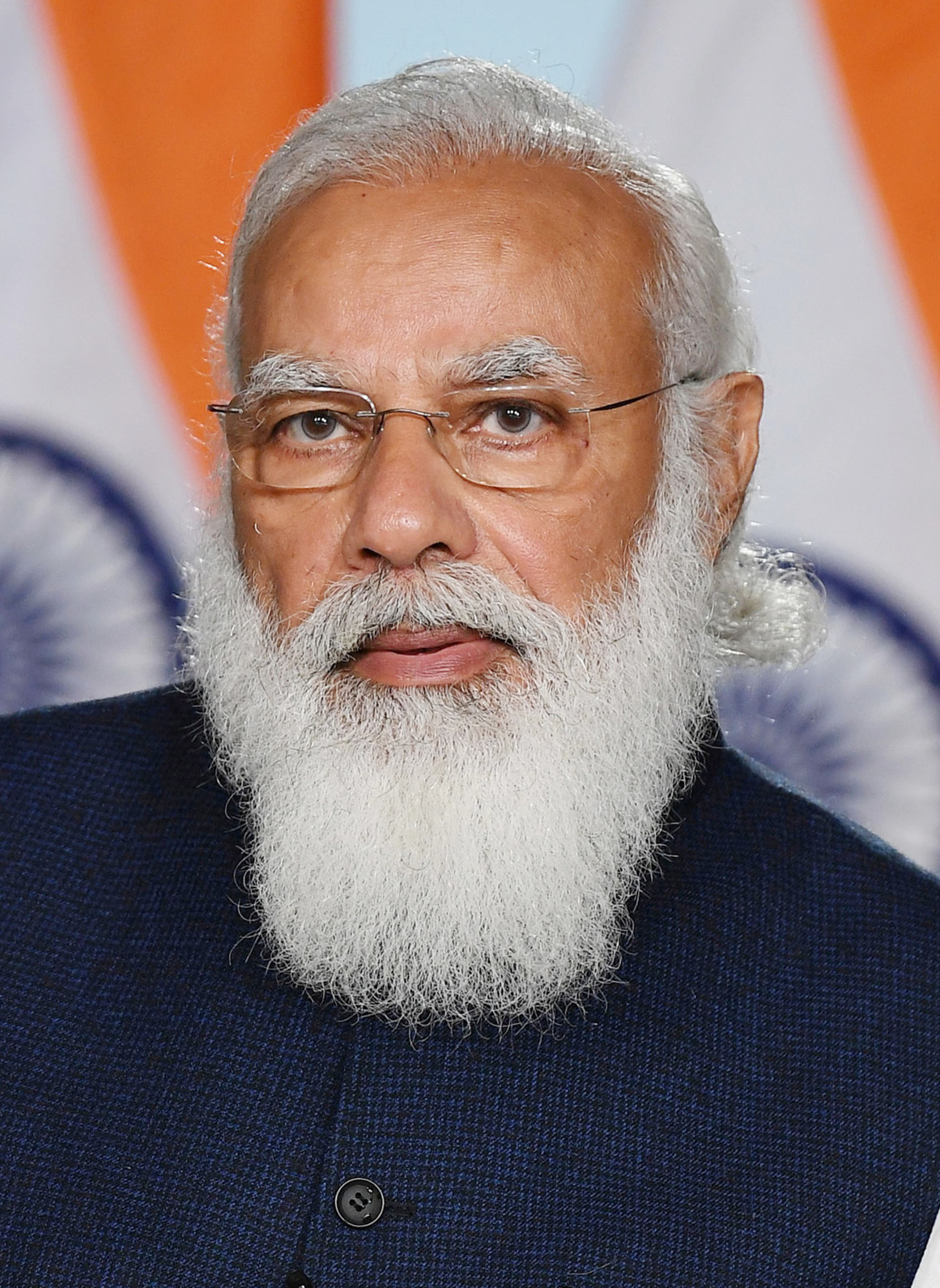
Índia Primeiro-ministro Narendra Modi
Indonésia Presidente Prabowo Subianto
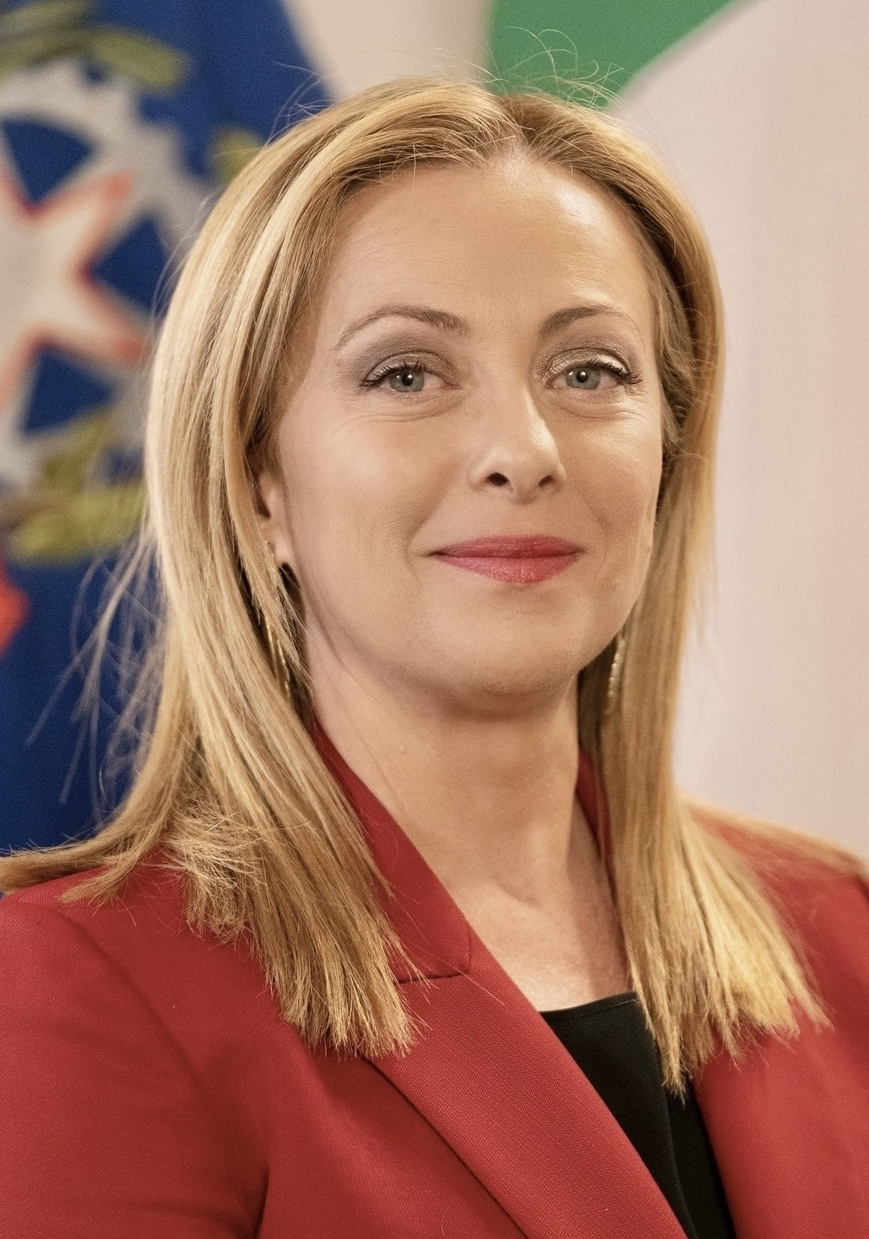
Itália Primeira-ministra Giorgia Meloni
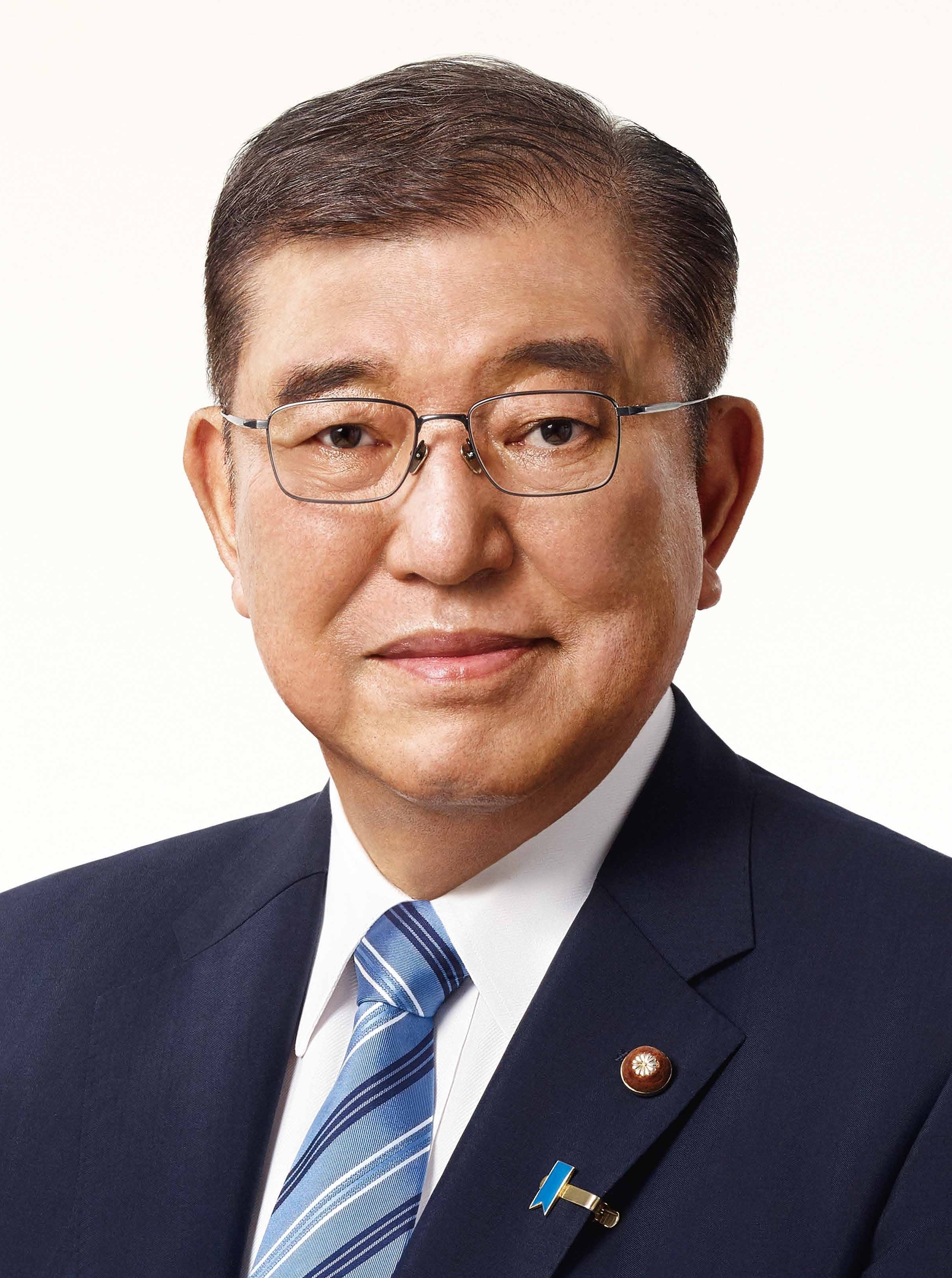
Japão Primeiro-ministro Shigeru Ishiba
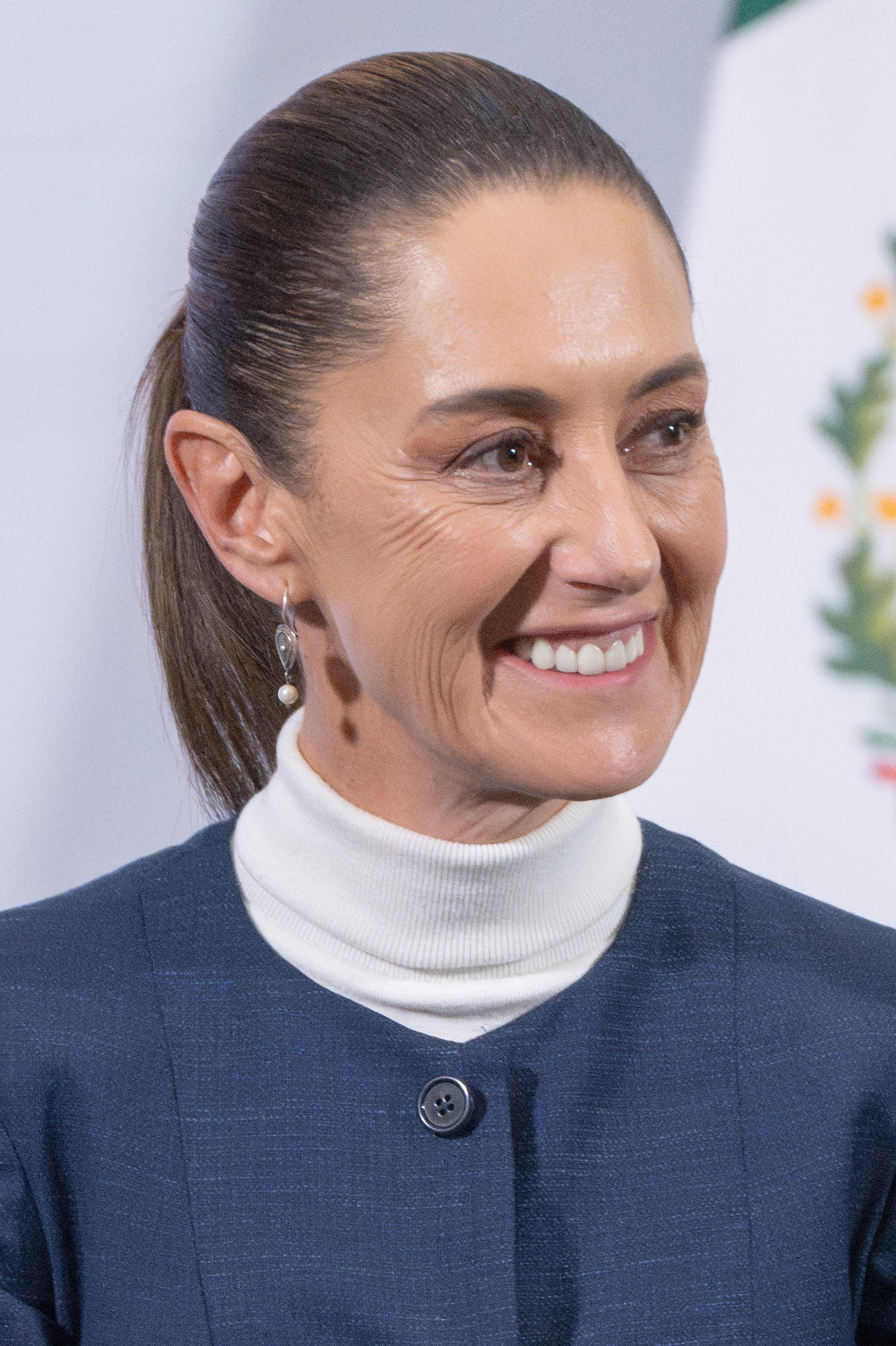
México Presidente Claudia Sheinbaum
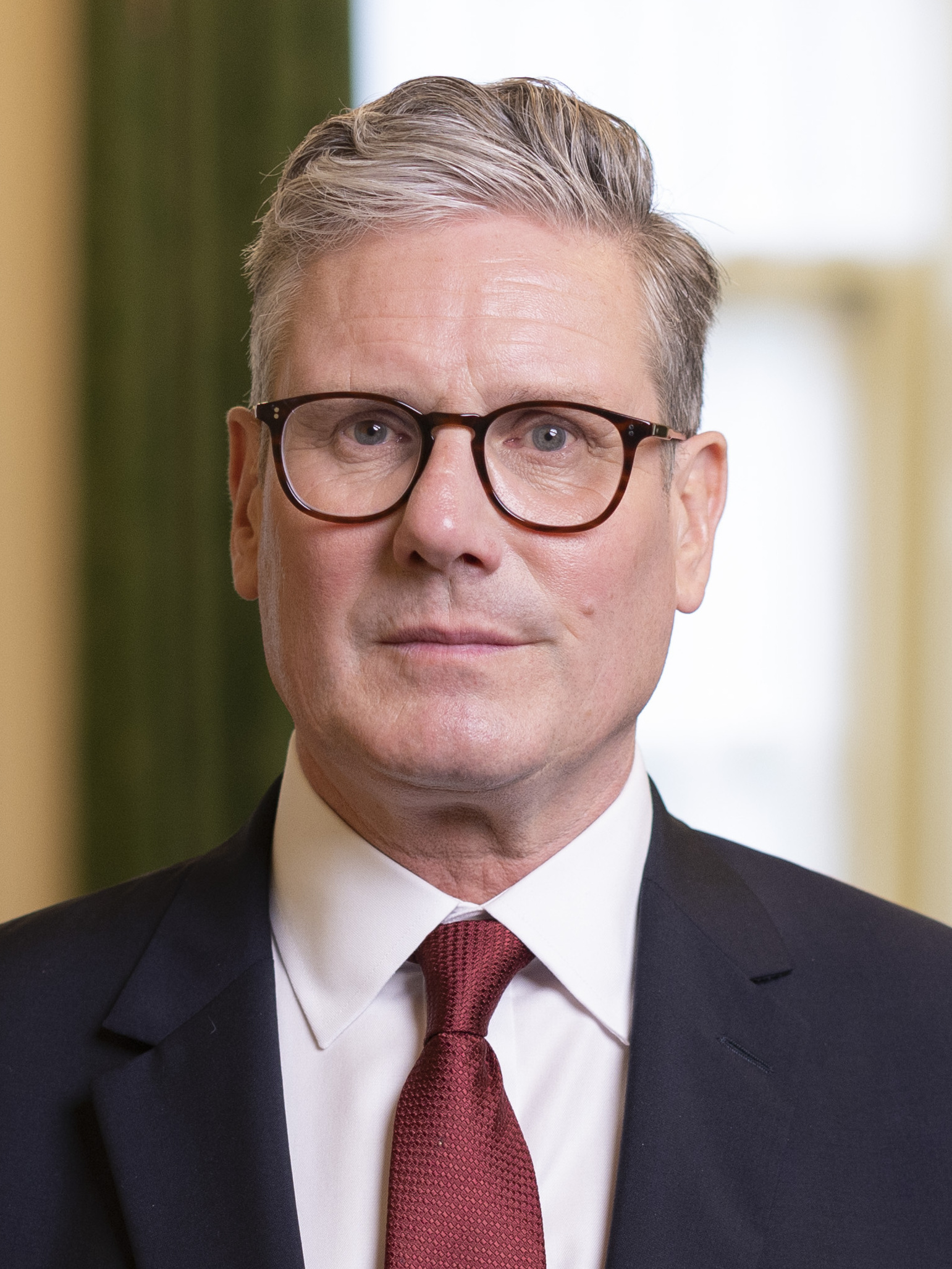
Reino Unido Primeiro-ministro Keir Starmer
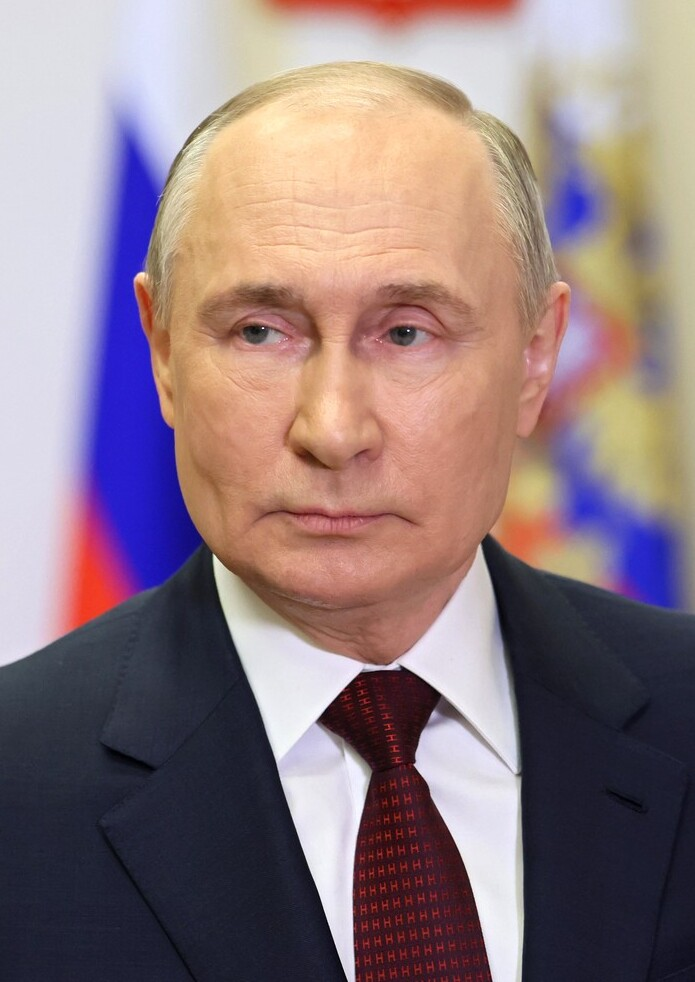
Rússia Presidente Vladimir Putin
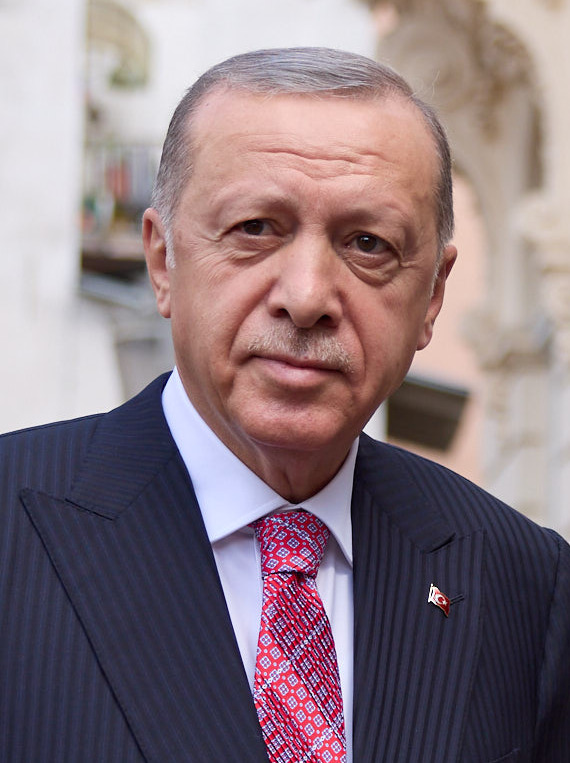
Turquia Presidente Recep Tayyip Erdoğan
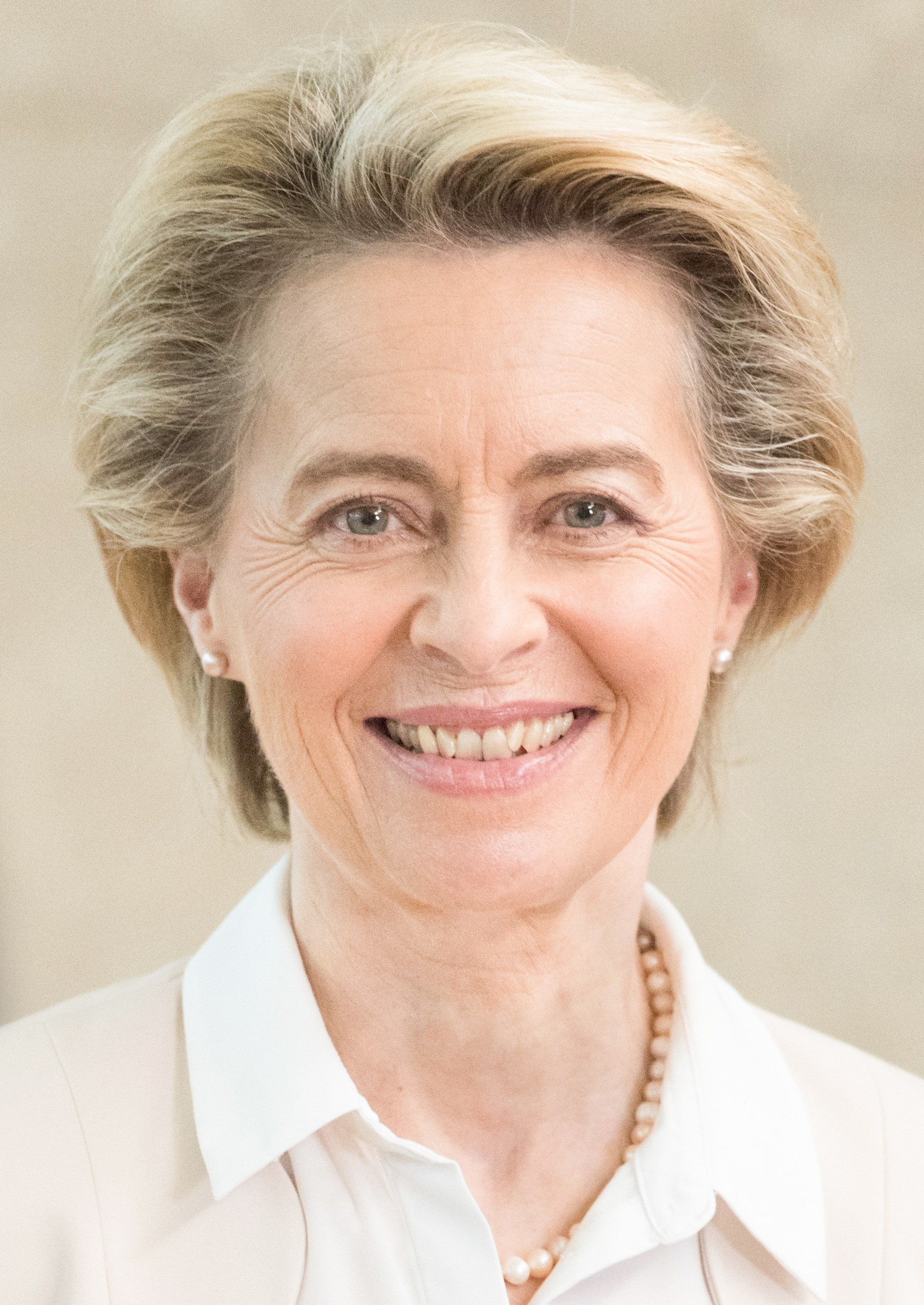
União Europeia Presidente da Comissão Ursula von der Leyen
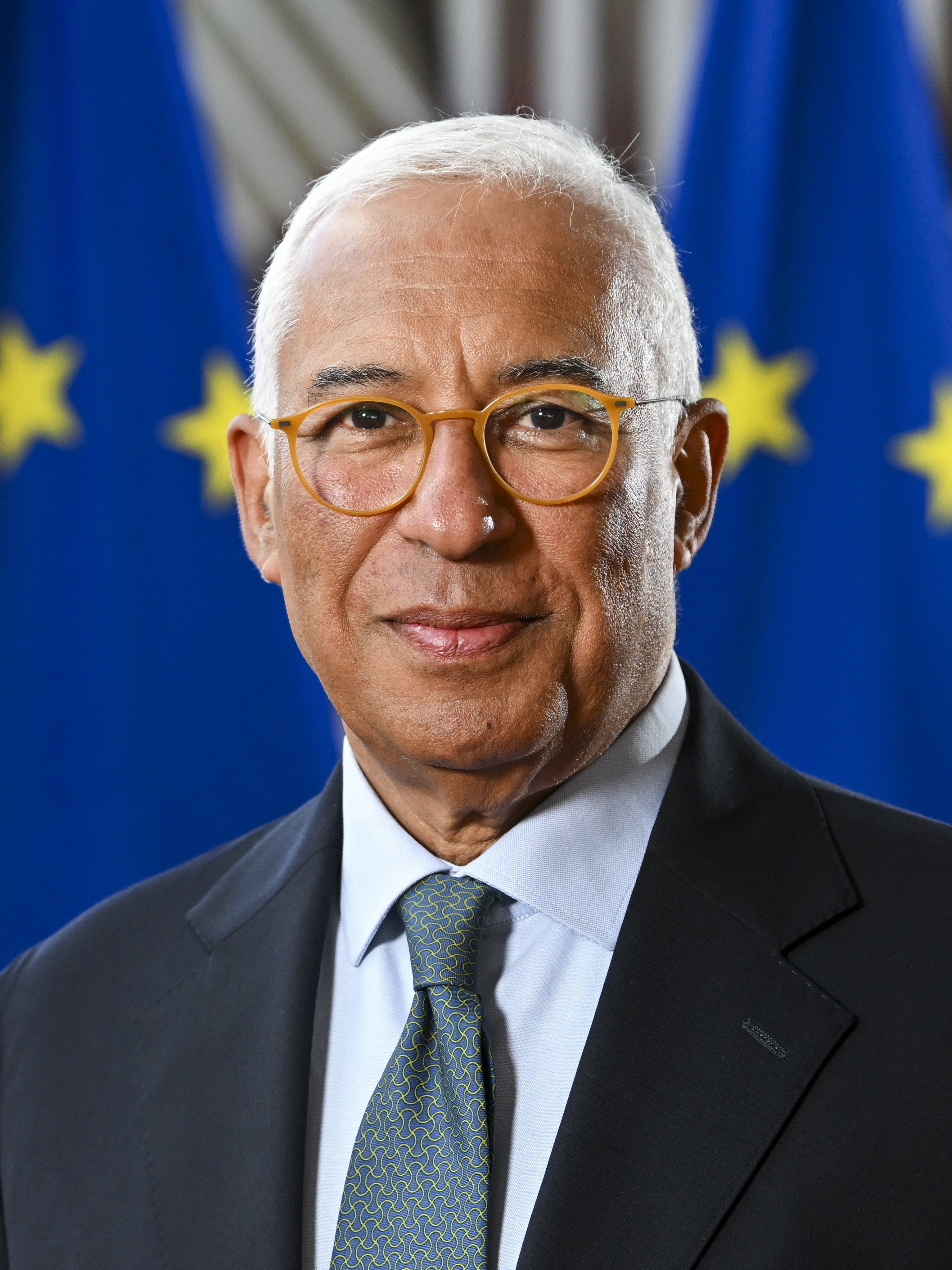
União Europeia Presidente do Conselho António Costa
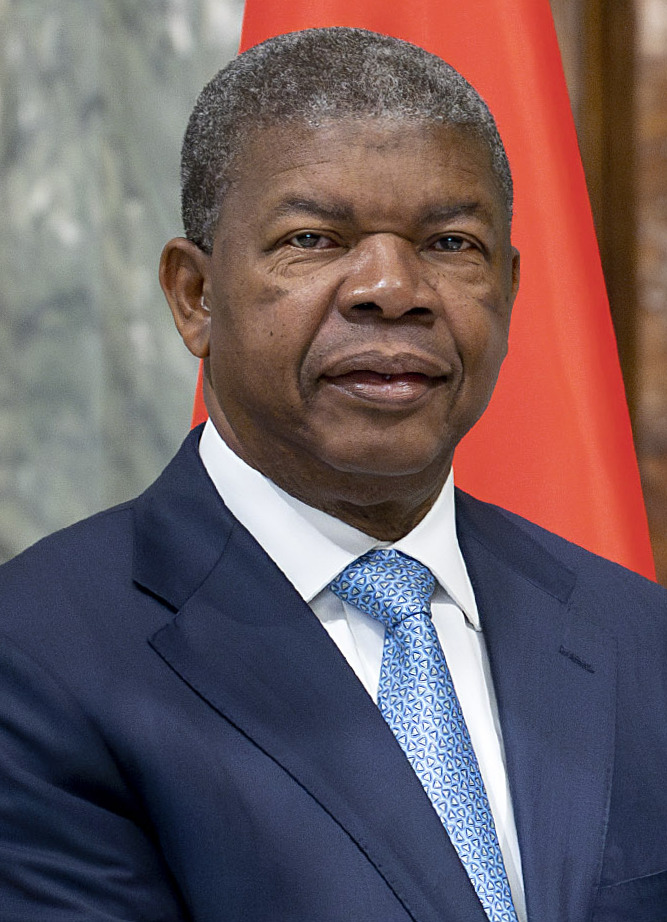
União Africana Presidente João Lourenço

### Convidados

DEN Primeira-ministra Mette Frederiksen
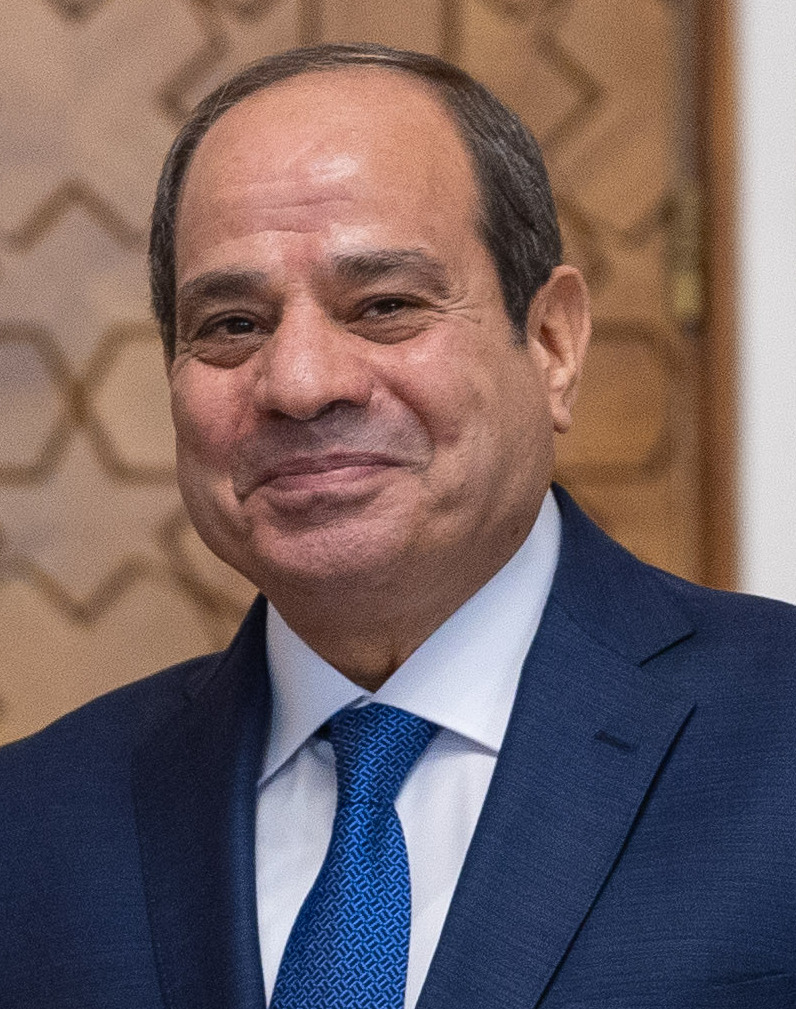
EGY Presidente Abdul al-Sisi
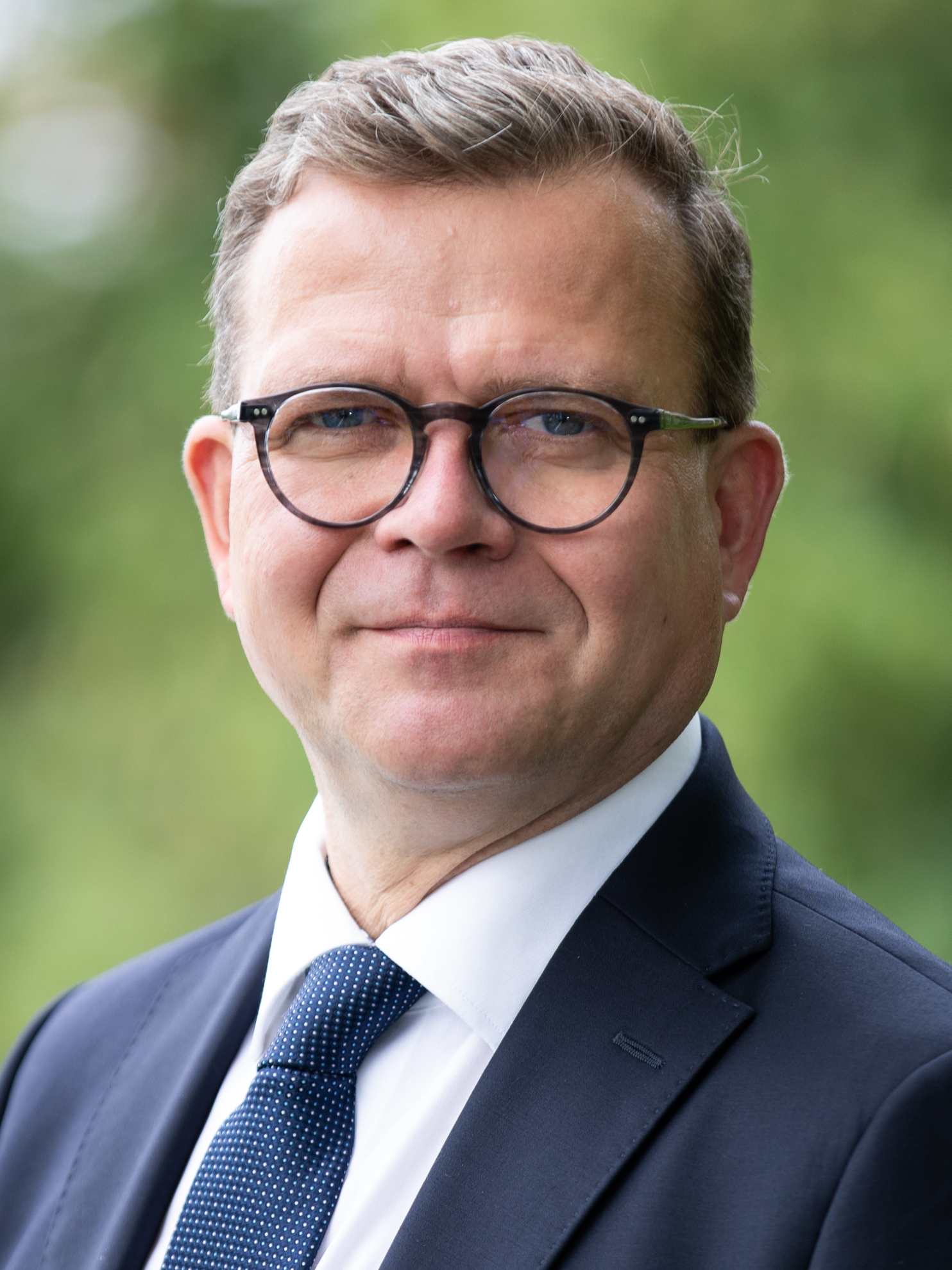
FIN Primeiro-ministro Petteri Orpo
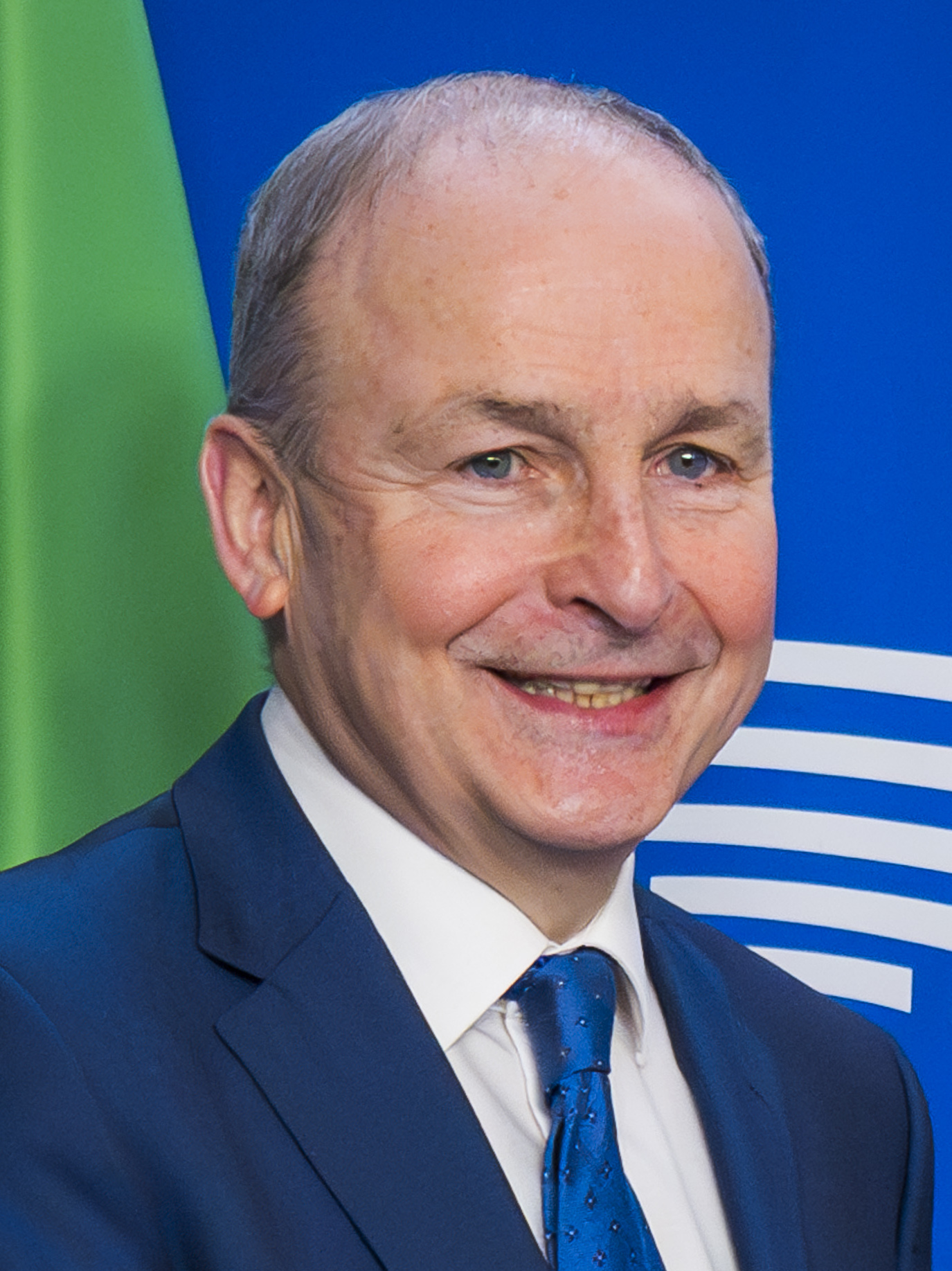
IRL Taoiseach Micheál Martin
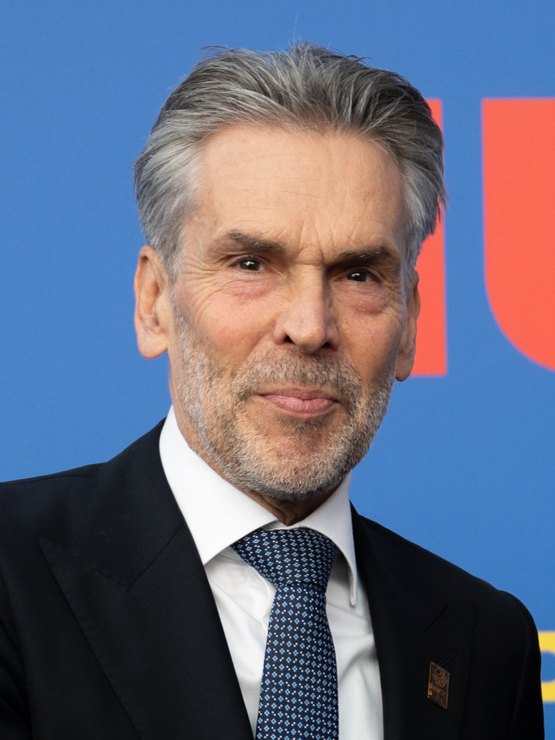
NED Primeiro-ministro Dick Schoof
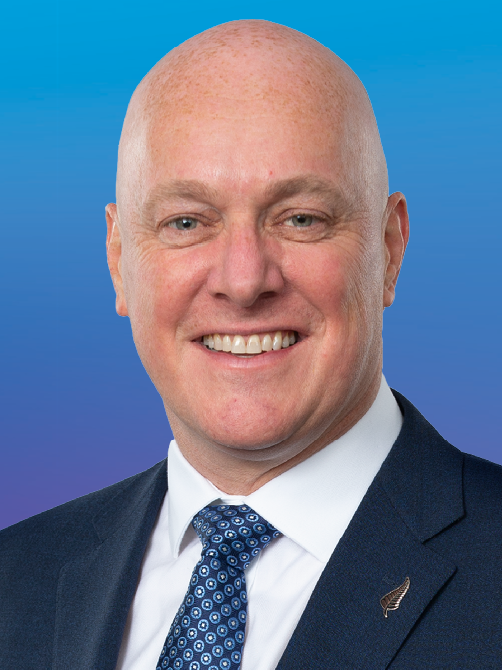
NZL Primeiro-ministro Christopher Luxon
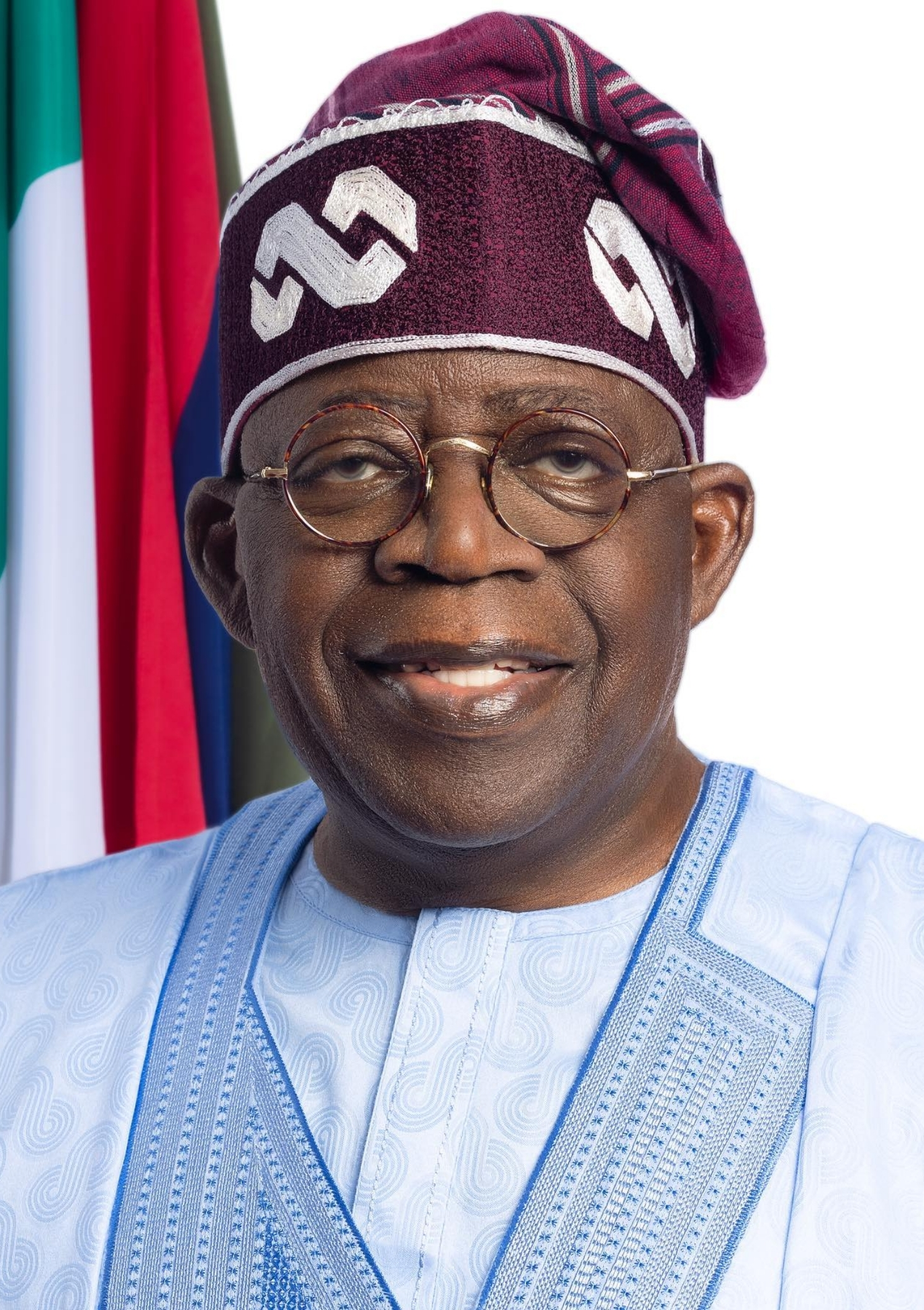
NGA Presidente Bola Tinubu

- Dinamarca
Primeira-ministra
Mette Frederiksen
- Egito
Presidente
Abdul al-Sisi
- Finlândia
Primeiro-ministro
Petteri Orpo
- Irlanda
Taoiseach
Micheál Martin
- Países Baixos
Primeiro-ministro
Dick Schoof
- Nova Zelândia
Primeiro-ministro
Christopher Luxon
- Nigéria
Presidente
Bola Tinubu